# 2MASS J16303054+4344032
2MASS J16303054+4344032 ist ein Brauner Zwerg im Sternbild Herkules. Er wurde 2004 von Gillian R. Knapp et al. entdeckt. Er gehört der Spektralklasse L7 an. 